# The Corrs - Live
Live è il primo album dal vivo del gruppo musicale irlandese The Corrs pubblicato il 25 febbraio 1997.
I primi tre brani (Runaway, Secret Life e Toss The Feathers) sono stati estrapolati dalla performance live dei Corrs al Langelands Festival, in Danimarca il 27 luglio 1996. Le versioni acustiche di Forgiven, Not Forgotten e The Right Time sono state registrate al K.H.M. Studio a Stoccolma, mentre Rainy Day è stata registrata al Chartmakers Studio a Malibu, dove i Corrs hanno registrato i loro primi due album in studio, ovvero Forgiven, Not Forgotten e Talk on Corners.
L'album è stato pubblicato solo in Giappone (e Messico) all'inizio del 1997. Come regalo ai fans il CD conteneva tutti i testi delle canzoni tradotti in giapponese. L'anno precedente era anche uscito come bonus CD dell'album Forgiven, Not Forgotten - Limited Tour Edition in Australia e Nuova Zelanda.

## Tracce
Testi e musiche di The Corrs.
1. Runaway – 4:21
2. Secret Life – 5:02
3. Toss The Feathers – 3:35
4. Forgiven, Not Forgotten (versione acustica) – 3:58
5. The Right Time (versione acustica) – 4:05
6. Rainy Day (No LP bonus track) – 4:25
7. The Right Time (Radio Edit-Dance Mix) – 3:35

## Musicisti

### Artista
- Andrea Corr - voce principale, tin whistle.
- Caroline Corr - batteria, bodhrán, seconda voce.
- Jim Corr - chitarre, tastiere, seconda voce.
- Sharon Corr - violino, seconda voce.

### Altri musicisti
- Anto Drennan - chitarre.
- Keith Duffy – basso.

## Date di pubblicazione
- Australia: 1996 (come bonus CD di Forgiven, Not Forgotten - Limited Tour Edition).
- Giappone: 25 febbraio 1997.